# Dreiseithof Kaditzer Straße 9 (Radebeul)
Der Dreiseithof Kaditzer Straße 9 steht im Ursprungsstadtteil Alt-Radebeul der sächsischen Stadt Radebeul. Er gehörte lange Zeit Angehörigen der in der Lößnitz ansässigen Baumeisterfamilie Ziller. Das Haupthaus des „stattlichsten Gehöfts der Dorflage Radebeul“ wurde 1898 durch den Baumeister Gustav Ziller für seinen Cousin Friedrich Hermann Ziller neu errichtet.

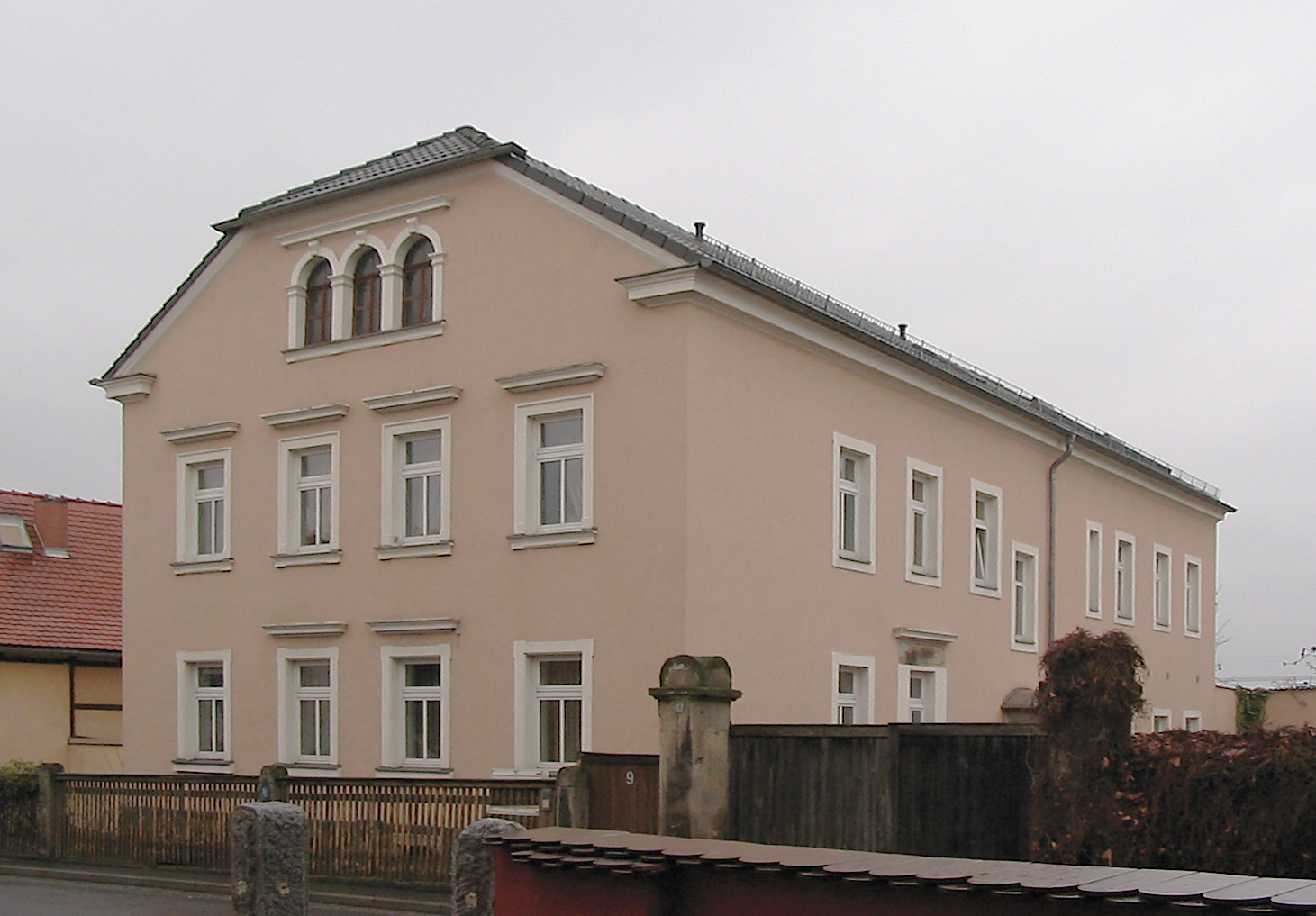
Haupthaus des Dreiseithofs an der Kaditzer Straße 9 aus dem Jahr 1898

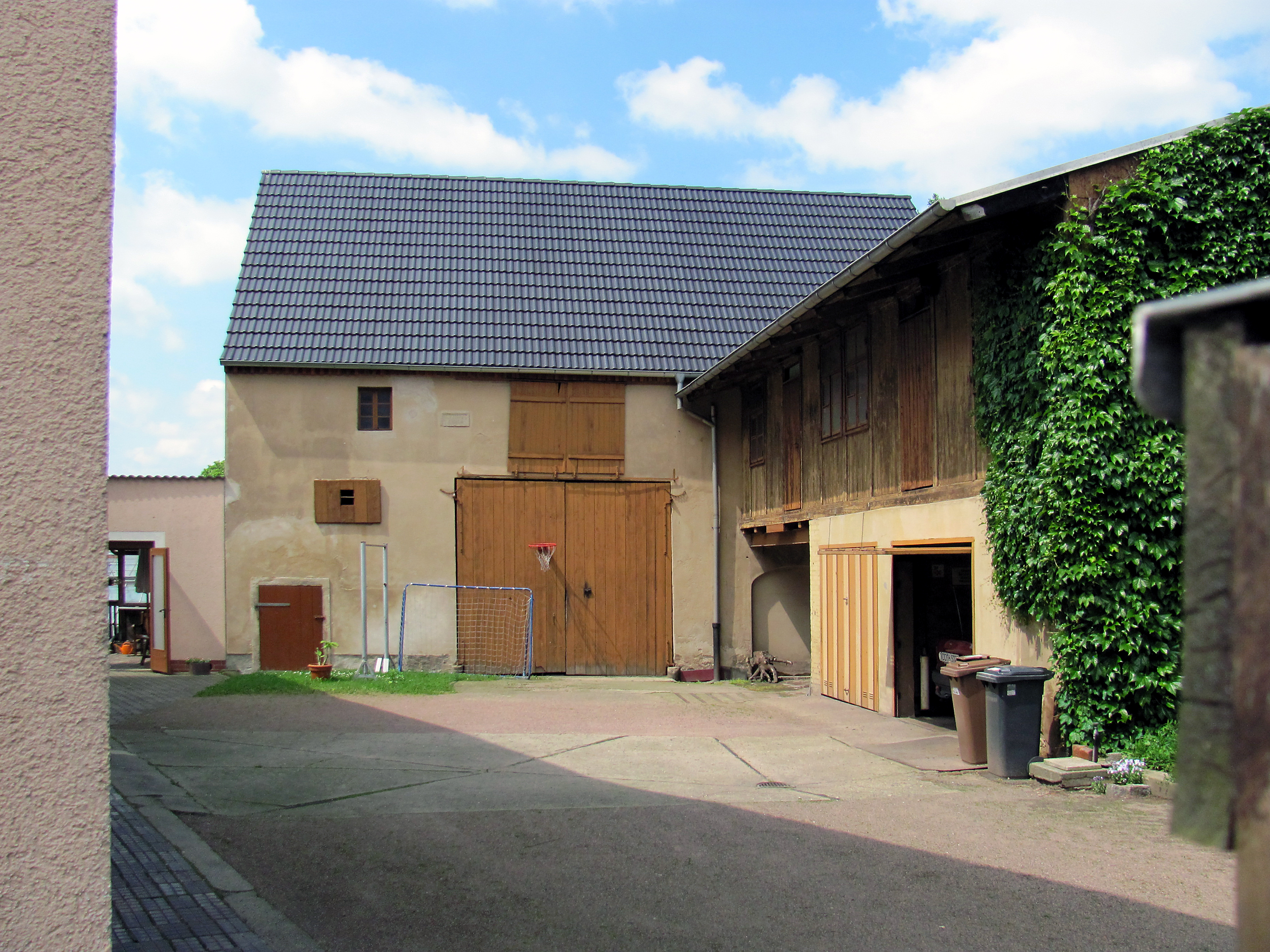
Dreiseithof Kaditzer Straße 9, Scheune

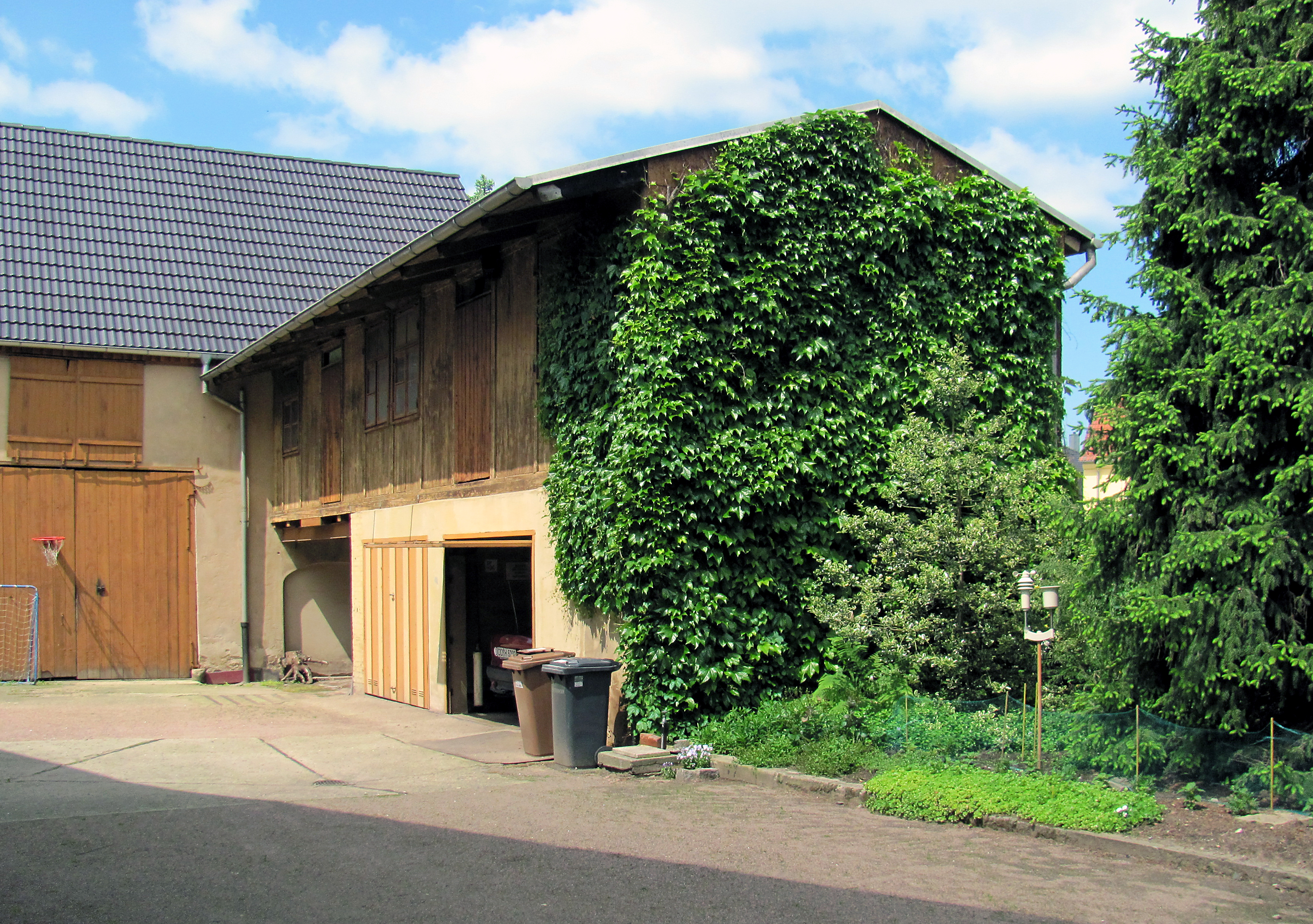
Dreiseithof Kaditzer Straße 9, Nebengebäude

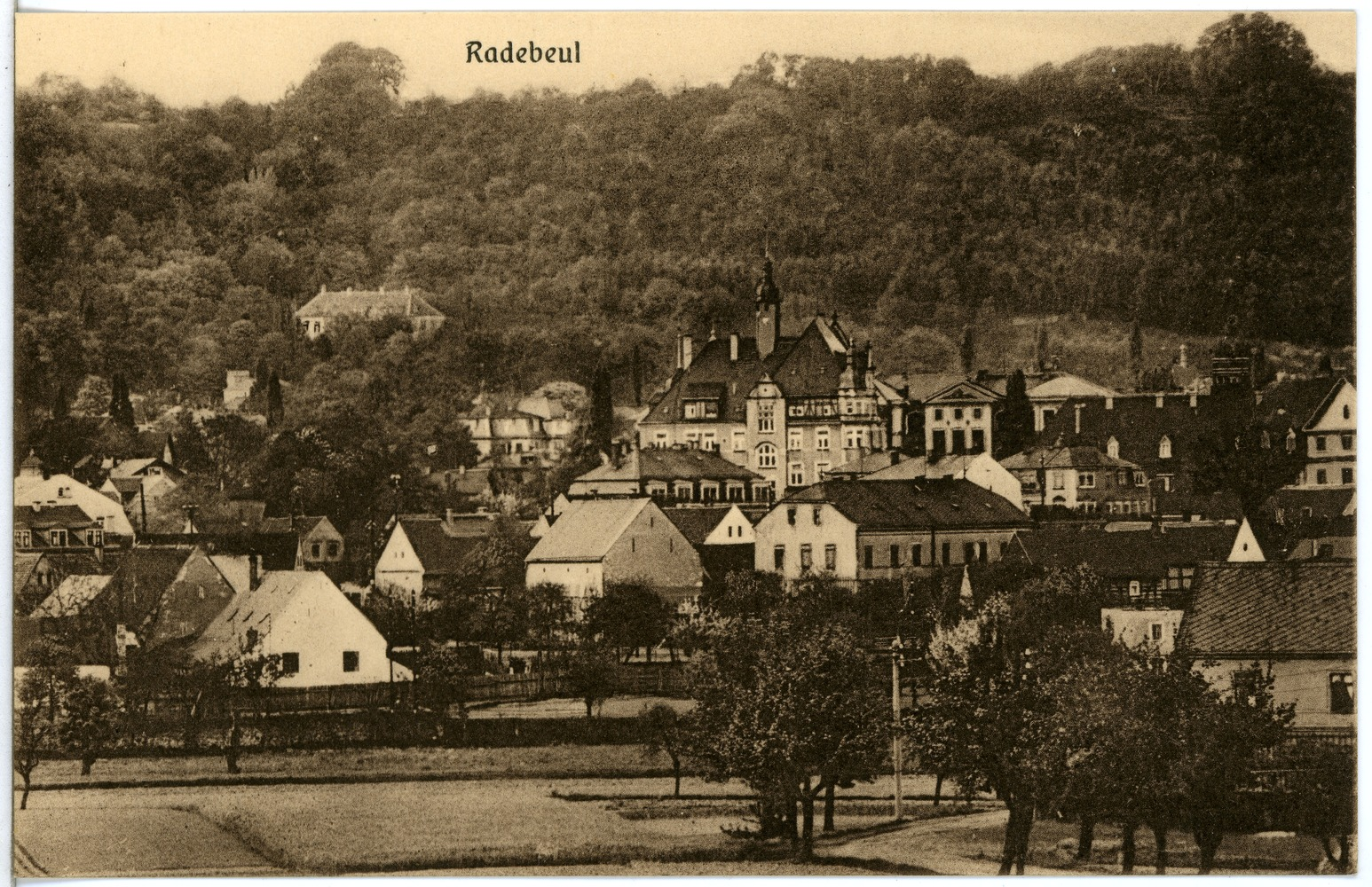
Der Bauernhof in der Bildmitte unterhalb des Radebeuler Rathauses (1930)

## Beschreibung
Der unter Denkmalschutz stehende Dreiseithof besteht aus dem inzwischen zum Wohnhaus umgebauten ehemaligen Wohnstallhaus auf der linken Seite des Hofs, einem Schuppen auf der rechten Seite sowie der Scheune im Hintergrund.
Das giebelständige Wohnhaus von städtischem Charakter ist vier Fensterachsen breit, im Giebel mit Giebelschultern befindet sich unter dem Krüppelwalmdach ein dreifaches, rundbogiges Koppelfenster. Sowohl dieses Drillingsfenster als auch die Fenster im Obergeschoss werden durch gerade Verdachungen gekrönt. Alle Fenster des reduzierten Putzbaus werden durch Sandsteingewände eingefasst.
Die verputzte Scheune befindet sich traufständig im hinteren Teil des Hofes. Sie hat ein schiefergedecktes Satteldach, das auf einer Backsteintraufe aufsitzt. Rechtwinklig zur Scheune steht ein zweigeschossiges Nebengebäude mit einem verbretterten Obergeschoss und einem flachen, weit überkragenden Satteldach.
Das Hoftor zur Kaditzer Straße besteht aus zwei kräftigen Pfeilern aus Sandstein, die Vorgarten-Einfriedung besteht aus Lattenzaunfeldern mit Abdeckbrett zwischen Sandsteinpfosten.

## Geschichte
Der Zimmermannsmeister Johann Christian Ziller (1773–1838) hatte bereits seine Ausbildung abgeschlossen, als er 1799 zu seinem älteren Bruder Johann Gottfried (1762–1831) nach Kaditz ging. Im Jahr 1800 kaufte er im nahegelegenen Radebeul, das zu Kaditz gepfarrt war, das von einer jungen Witwe zum Kauf angebotene Bauerngut Nr. 8 direkt im Dorfkern, an der Kaditzer Straße. Anfang 1801 heiratete Johann Christian auch die Witwe, Anna Elisabeth verw. Gepphardt geb. Barth, die von ortsansässigen Zimmermeister- und Maurermeisterfamilien abstammte (siehe auch Carl Gottlieb Barth). Dem Paar wurden in seinem Bauerngut Nr. 8 im Jahr 1807 der spätere Baumeister Christian Gottlieb Ziller (1807–1873) als viertes Kind geboren, womit dieses Anwesen zur „Wiege“ der Lößnitz-Baumeister Ziller wurde, sowie 1810 Christian Heinrich (1810–1857) als sechstes Kind, der Urgroßvater von Rudolf.
Im Jahr 1891 bauten die Gebrüder Ziller die Scheune am hinteren Ende des Hofs von der Kaditzer Straße aus, 1898 baute Gustav Ziller das stattliche Wohnstallhaus des Dreiseithofs direkt an der Straße. Die Fertigstellung und der Einzug seines Cousins wurden mit Datierung in einem Sinnspruch am ehemaligen Eingang auf der Hofseite festgehalten:

„Zeuch ein mit Gott in dieses Haus
Dann blüh dir Fried' und Glück daraus.
Friedrich Hermann Ziller. 1898.“

Auf dem Dreiseithof an der Kaditzer Straße wohnte bis zu seinem Tod 2001 der Ururenkel Johann Christians, Rudolf Ziller (1911–2001).